# Josip Radošević
Josip Radošević (Split, Condado de Split-Dalmacia, 3 de abril de 1994) es un futbolista croata que juega como centrocampista en el N. K. Istra 1961 de la Primera Liga de Croacia.

## Trayectoria

### Hajduk Split
Comenzó a jugar en los equipos juveniles del Hajduk Split. Gracias a su gran talento, fue ascendido al primer equipo en 2011. Hizo su debut el 23 de noviembre de ese año, en un partido ante el NK Zagreb en los cuartos de final de la Copa de Croacia. El partido acabó con victoria del Hajduk Split por 1-0. Después de tres días debutó también en la liga croata, donde sumó 7 presencias durante la temporada. En la temporada siguiente, fue titular del mediocampo de los Bili.

### Napoli
El 29 de enero de 2013 fue cedido a préstamo con opción de compra por el Napoli italiano. Se incorporó al equipo juvenil y debutó en un partido del Torneo de Viareggio contra el Lecce, marcando dos de los cuatro goles del Napoli.
Debutó en el primer equipo el 25 de agosto de 2013, en la primera fecha de la Serie A 2013-14 ante el Bolonia (3 a 0 para los napolitanos), reemplazando a Gonzalo Higuaín en el minuto 84.

### Cesiones
El 4 de febrero de 2015 volvió a su país, siendo cedido a préstamo al HNK Rijeka de la primera división croata. El 31 de enero de 2016 fue cedido al Eibar español.

### Red Bull Salzburg
El 31 de agosto de 2016 rescindió el contrato con el Napoli y fichó libre por el R. B. Salzburg austríaco.

## Selección nacional
En 2010 jugó con la selección de fútbol de Croacia sub-16. En 2011 dio el salto a la sub-17 con la que jugó los partidos de clasificación del Campeonato Europeo sub-17 de la UEFA. Finalmente, Croacia no se pudo clasificar. Entre todas las categorías inferiores, suma 33 partidos y 3 goles. En 2012 fue llamado por el seleccionador Igor Štimac para disputar dos partidos de clasificación para la Copa Mundial de Fútbol de 2014 ante Macedonia y Bélgica, como alternativa de Ognjen Vukojević. Debutó ante Bélgica en un partido en el que asistió José Mourinho para observar al recién fichado por el Real Madrid, Luka Modrić y le vio a él también. El partido finalizó con empate a 1 y además, Josip se convirtió en el jugador más joven de la historia en jugar con la absoluta.

## Clubes
| Club                     | País      | Año       | Partidos | Goles |
| ------------------------ | --------- | --------- | -------- | ----- |
| H. N. K. Hajduk Split    | Croacia   | 2011-2013 | 33       | 0     |
| S. S. C. Napoli          | Italia    | 2013-2016 | 10       | 0     |
| H. N. K. Rijeka (cedido) | Croacia   | 2015      | 40       | 2     |
| S. D. Eibar (cedido)     | España    | 2016      | 8        | 0     |
| Red Bull Salzburgo       | Austria   | 2016-2017 | 28       | 5     |
| H. N. K. Hajduk Split    | Croacia   | 2017-2018 | 45       | 4     |
| Brøndby IF               | Dinamarca | 2018-2025 | 226      | 9     |
| N. K. Istra 1961         | Croacia   | 2025-     |          |       |

## Palmarés

### Títulos nacionales
| Título                 | Club               | País      | Año  |
| ---------------------- | ------------------ | --------- | ---- |
| Copa Italia            | S. S. C. Napoli    | Italia    | 2014 |
| Supercopa de Italia    | S. S. C. Napoli    | Italia    | 2014 |
| Bundesliga             | Red Bull Salzburgo | Austria   | 2017 |
| Copa de Austria        | Red Bull Salzburgo | Austria   | 2017 |
| Superliga de Dinamarca | Brøndby IF         | Dinamarca | 2021 |